# 水箱盖
水箱盖，又名压力水箱盖，安装在汽车的水箱上，是汽车冷却系统的一个重要组成部分。
水箱盖本身带有一个压力阀门，它的工作原理和家用压力锅相似。目的是增加容器内的压力来达到高效率和高温的冷却效果。水箱盖的工作原理是当汽车在运行时，冷却液温度升高，水箱内压力增加，当压力到达一定程度的时候，压力阀门被压力顶开，那么冲出来的冷却液就会流入旁边的溢水箱，然后当汽车停止工作，冷却后，真空的冷却系统又会把溢水箱里的水吸回水箱。